# Rheumaptera furcifascia
Rheumaptera furcifascia är en fjärilsart som beskrevs av Walker 1862. Rheumaptera furcifascia ingår i släktet Rheumaptera och familjen mätare. Inga underarter finns listade.